# Ізоляція браузера
Ізоля́ція бра́узера — це модель кібербезпеки, спрямована на фізичну ізоляцію дій користувача з перегляду вебсторінок (і пов'язаних із цим кіберризиків) від його локальних мереж та інфраструктури. Технології ізоляції браузера реалізують цю модель по-різному, але всі вони прагнуть досягти однієї мети: ефективної ізоляції веббраузера та активності користувача від безпекових зловживань, заснованих на браузері, а також від вебзагроз, таких як програми-вимагачі та інші шкідливі програми. Коли технологія ізоляції браузера надається клієнтам як хмарна служба, її називають віддаленою ізоляцією браузера (RBI) — модель, яка дозволяє організаціям забезпечувати підтримку ізоляції браузера для своїх користувачів, не керуючи пов'язаною з цим серверною інфраструктурою. Існують також підходи до ізоляції браузера з боку клієнта, засновані на гіпервізорах на боці клієнта, які щодо ізолювання активності перегляду і відповідних ризиків не залежать від серверів, натомість ізолюючи діяльність на локальній хост-машині. Модель фізичної ізоляції рішень на боці клієнта порушує безпеку, але дозволяє користувачеві уникнути витрат на сервер, пов'язаних із рішеннями віддаленої ізоляції браузера.

## Механізм
Ізоляція браузера зазвичай використовує технологію віртуалізації або контейнеризації, щоб ізолювати діяльність користувачів, які переглядають вебсайти, від кінцевого пристрою, що значно зменшує поверхню атаки через шахрайськіі посилання та файли. Ізоляція браузера — це спосіб ізолювати хости, з яких виконується вебперегляд та інші ризиковані види поведінки, від критично важливих даних та інфраструктури. Ізоляція браузера передбачає фізичну ізоляцію діяльності користувача з вебперегляду від локальних мереж та інфраструктури, ізоляцію зловмисного програмного забезпечення та кібератак на основі вебпереглядача, при цьому забезпечуючи повний доступ.

## Ринок
2017 року американська дослідницька група Gartner визначила віддалений браузер (ізоляцію браузера) однією з найкращих технологій безпеки. У тому ж звіті Gartner також прогнозує, що для зменшення впливу кібератак більше 50 % підприємств протягом найближчих трьох років почнуть активно ізолювати свій вебсерфінг.
За даними Market Research Media, прогнозується, що ринок технологій ізоляції віддаленого браузера (RBI) досягне до 2024 року 10 млрд доларів, зростаючи в період 2019—2024 років щороку приблизно на 30 %.

## Порівняння з іншими техніками
На відміну від традиційних підходів до веббезпеки, таких як антивірусне програмне забезпечення та безпечні вебшлюзи, ізоляція браузера є підходом з нульовою довірою, який не покладається на фільтрацію вмісту на основі відомих шаблонів загроз або сигнатур. Традиційні підходи не можуть впоратися з атаками нульового дня, оскільки в такому разі ознаки загроз невідомі. Натомість, за ізоляції браузера весь вебвміст, не доданий явно до білого списку, вважається ненадійним, і ізолюється від локального пристрою у віртуальному середовищі, наприклад, контейнері або віртуальній машині.
Вебфайли можна показувати віддалено, щоб кінцеві користувачі мали доступ до них через браузер, не завантажуючи їх. Крім того, до файлів у віртуальному середовищі можна застосувати технології очищення файлів, такі як Content Disarm & Reconstruction (CDR), що дозволяють безпечно завантажувати файли на пристрій користувача.

## Ефективність
Зазвичай рішення ізоляції браузера надають своїм користувачам «одноразові» (непостійні) середовища браузера, і після закриття сеансу перегляду або після закінчення часу очікування середовище браузера скидається до відомого справного стану або просто відкидається. Таким чином, будь-якому шкідливому коду, який зустрічається під час цього сеансу, не вдається досягти мети або зберегтися в мережі, незалежно від того, чи загрозу виявлено. Таким чином, ізоляція браузера активно бореться відомими, невідомими і загрозами нульового дня, ефективно доповнюючи інші заходи безпеки та сприяючи глибокому, багатошаровому підходу до веббезпеки.

## Історія
Ізоляція браузера виникла як еволюція моделі кібербезпеки «безпека через фізичну ізоляцію», а також відома як модель «повітряного проміжку» фахівцям з безпеки, які протягом десятиліть фізично ізолювали критичні мережі, користувачів та інфраструктури. Попри існування методів зламування ІТ-систем із «повітряним проміжком», вони, як правило, вимагають фізичного доступу або близькості до системи. Використання «повітряного проміжку» робить проникнення в системи з загальнодоступного інтернету надзвичайно складним, або й неможливим без фізичного доступу до системи. Перші комерційні платформи ізоляції браузерів 2009 року використало Національне управління ядерної безпеки в Ліверморській національній лабораторії Лоуренса, Лос-Аламосській національній лабораторії та Національних лабораторіях Сандії, де платформи на основі віртуалізації надавали непостійні віртуальні стільниці для тисяч урядових користувачів.
У червні 2018 року Агентство оборонних інформаційних систем (DISA) оголосило про запит на інформацію про рішення «хмарної ізоляції інтернету» як частину свого безпекового портфеля. Як стверджує RFI, «сервіс буде перенаправляти процес перегляду інтернету зі стільниці кінцевого користувача на віддалений сервер, зовнішній для інформаційної мережі Міністерства оборони». На той час RFI був найбільшим відомим проєктом ізоляції браузера, який шукав хмарний сервіс, яким може одночасно користуватись ~60 % від загальної бази користувачів (3,1 млн користувачів)[джерело?].